# Towarzysz przytomny

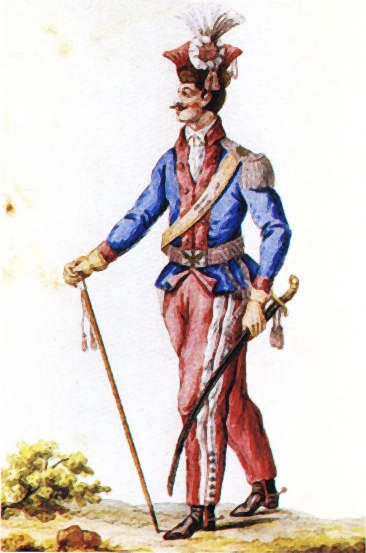
Towarzysz z roku 1790

Towarzysz przytomny – w wojsku polskim XVIII wieku towarzysz pełniący służbę osobiście.